# Onthophagus exquisitus
Onthophagus exquisitus là một loài bọ cánh cứng trong họ Bọ hung (Scarabaeidae).